# كلير ليغراند
كلير ليغراند (بالإنجليزية: Claire Legrand)‏ (2 مايو 1986، إيرفينغ في الولايات المتحدة)؛ كاتِبة مُتخصِّصة في أدب الأطفال وروائية أمريكية.